# André Wilhelm
André Wilhelm (Gosselming, 7 de fevereiro de 1943) é um ex-ciclista francês, que competiu como profissional entre 1969 a 1976. Ele terminou em último lugar no Tour de France 1969.